# Winchester (filme)
Winchester (no Brasil e Portugal, A Maldição da Casa Winchester) é um filme de terror sobrenatural norte-americano de 2018, dirigido Michael Spierig e Peter Spierig, baseado na biografia e na mansão de Sarah Winchester,herdeira de uma fortuna e de 50% das ações da Winchester Repeating Arms Company. O roteiro do filme é de Tom Vaughan, Michael Spierig e Peter Spierig.
O filme é uma co-produção americano-australiano, que foi lançado nos Estados Unidos em 2 de fevereiro de 2018 e na Austrália em 22 de fevereiro de 2018. O filme arrecadou US$ 41 milhões em todo o mundo, mais de dez vezes seu orçamento. No entanto, recebeu críticas negativas dos críticos, que o chamaram de "chato" e "inútil".

## Sinopse
Sarah Winchester é herdeira de uma empresa de armas de fogo e acredita ser assombrada por almas que foram mortas pelo rifle criado por sua família, os Winchester. Após as repentinas mortes do marido e filho, ela decide construir uma mansão para afastar os espíritos. Quando o psiquiatra Eric Price parte para avaliar o estado psicológico de Sarah, ele percebe que talvez a obsessão dela não seja tão insana assim.

## Produção
Em 2009, foi anunciado que um filme seria feito sobre a Winchester Mystery House.  direitos sobre a história foram adquiridos pela divisão Hammer Films da Exclusive Media em 2012, com a Imagination Design Works e a Nine / 8 Entertainment.  Michael e Peter Spierig foram colocados como diretores em 10 de maio de 2016, com o par também revisando o roteiro.  Em 14 de maio, Helen Mirren começou a finalizar um acordo para estrelar o filme como herdeira Sarah Winchester , e as filmagens estavam previstas para começar mais tarde em 2016, em San Jose, Califórnia e Austrália. Em agosto de 2016,A CBS Films adquiriu os direitos de distribuição do filme, e a produção foi adiada para março de 2017.  Em setembro de 2016, Jason Clarke entrou em negociações para estrelar o filme.  Sarah Snook e Angus Sampson se juntaram ao elenco em março de 2017, e as filmagens começaram na Austrália.  O filme foi transferido de sua data de lançamento original de 23 de fevereiro de 2018 até 2 de fevereiro de 2018.

## Elenco
- Helen Mirren como Sarah Winchester
- Jason Clarke como Eric Price
- Sarah Snook como Marian Marriott
- Finn Scicluna-O'Prey como Henry Marriott
- Angus Sampson como John Hansen
- Laura Brent como Ruby Price
- Tyler Coppin como Arthur Gates
- Eamon Farren como Benjamin Block
- Bruce Spence como Agostinho

## Recepção

### Bilheteria
Winchester arrecadou US$ 25,1 milhões nos Estados Unidos e Canadá, e US $ 16,3 milhões em outros territórios, para um total mundial de US$ 41,4 milhões, contra um orçamento de produção de US $ 3,5 milhões.
Nos Estados Unidos e no Canadá, Winchester foi lançado em 2 de fevereiro de 2018 e deve faturar entre 6 e 8 milhões de dólares em 2.480 cinemas em seu fim de semana de estréia. Ele acabou estreando para US$ 9,3 milhões, terminando em terceiro nas bilheterias, atrás apenas de Jumanji: Welcome to the Jungle e Maze Runner: The Death Cure.

### Crítica
No site de agregadores de revisão Rotten Tomatoes, o filme detém uma classificação de aprovação de 14% com base em 115 avaliações, com uma classificação média de 4/10. O consenso crítico do site diz: "Como uma grande escadaria dentro da famosa mansão que o inspirou, Winchester parece prestes a se destacar do público, mas acaba levando a lugar nenhum".  No Metacritic , o filme recebeu uma pontuação média ponderada de 28 em 100, com base em 18 críticos, indicando "geralmente avaliações desfavoráveis". Audiências pesquisadas pelo CinemaScore deram ao filme uma nota média de "B-" em uma escala A + a F.
Owen Gleiberman, da Variety, deu ao filme uma crítica negativa, escrevendo: "Mirren faz tudo o que pode para parecer que está se divertindo, mas Winchester ... [é] uma sacola vazia de um show fantasma no qual os irmãos Spierig nunca descobrem uma maneira de transformar a Winchester Mystery House em um cenário de filme emocionante ... ".
Stephen Dalton, do The Hollywood Reporter, fez uma crítica mista ao filme, dizendo que " Winchester é um deleite visual, sua paleta está inchada com tons de bronze e turquesa que sugerem cartões-postais vitorianos coloridos", mas "promete choques mais sofisticados e profundezas psicológicas".
Simon Abrams da RogerEbert.com deu ao filme três de quatro estrelas, afirmando: "Winchester nivelou minhas expectativas injustas simplesmente sendo bobo e divertido ... o que falta na originalidade seus criadores compensam em execução." Ele também afirmou que o diálogo foi "agradável".
Em janeiro de 2019, foi indicado para vários prêmios Razzie, incluindo Worst Picture e Worst Actress.